# بیچاره‌ها
بیچاره‌ها (انگلیسی: Zavallılar) یک فیلم درام ترکیه‌ای به کارگردانی ییلماز گونی است که در سال ۱۹۷۴ منتشر شد. ساخت این فیلم در همان مراحل اول به دلیل زندانی شدن ییلماز گونی ناتمام ماند و بعدها عاطیف ییلماز با تغییر اساسی فیلمنامه، آن را به پایان رساند.